# Koolyanobbing
Koolyanobbing is een mijnwerkersdorp in de regio Wheatbelt in West-Australië. Het ligt 424 kilometer ten oosten van Perth en 54 kilometer ten noordoosten van Southern Cross.

## Geschiedenis
De oorspronkelijke bewoners van de streek die de Yilgarn genoemd wordt, waren de Kalaamaya Aborigines. Yilgarn is het aborigineswoord voor "witte steen" of "kwarts".
Ontdekkingsreiziger Charles Cooke Hunt vermeldde in 1864 de aboriginesnaam Koolyanobbing voor het gebergte waarnaar het plaatsje zou vernoemd worden. Het woord zou "grote harde stenen" betekenen.
De prospector Henry Dowd onderzocht de streek tussen 1887 en 1891 en was van mening dat 'de steen' van geen waarde was. Hij begroef een fles, met daarin een transcript van zijn bevindingen, aan de voet van een heuvel. De heuvel zou Dowd Hill naar hem vernoemd worden. De fles werd pas in 1963 gevonden. Het transcript bevindt zich in het historisch museum.
Geologische onderzoeken toonden begin jaren 1950 aan dat er aanzienlijke hoeveelheden ijzererts in de ondergrond aanwezig waren. Het ijzererts werd per vrachtwagen naar Southern Cross vervoerd vanwaar het met de trein naar de staatshoogovens van Wundowie verspoord werd. De ban op de export van ijzererts, opgelegd naar aanleiding van de Tweede Wereldoorlog, werd opgeheven in 1960. BHP verkreeg een lease en begon haar operaties. Er ontwikkelde zich een mijndorp. Het eerste huis werd gebouwd in 1964. In 1965 werd Koolyanobbing officieel gesticht. Tijdens haar bloeiperiode telde het een driehonderdvijftig inwoners.
In 1967 begon BHP naar ijzererts te graven in de Dowd Hill. De hoofdafzetting bevatte 60 miljoen ton ijzersteen met een ijzergehalte van 61%. Het bewerkte erts werd over de Eastern Goldfields Railway en de Eastern Railway naar de 430 kilometer westelijker gelegen hoogoven van Kiwana nabij Perth vervoerd.
In 1983 werd de hoogoven van Kiwana gesloten om economische redenen en BHP beëindigde haar operaties aan de Dowd Hill. BHP had 25 miljoen ijzererts verwerkt. BHP verkocht haar werkplaatsen en installaties. De overheid verkocht haar gebouwen, waaronder de huizen, per opbod en het dorp werd afgebroken, haar gebouwen verplaatst.
Portman Ltd begon in 1994 terug met werkzaamheden aan Dowd Hill. Er werden eerst breek- en zeefinstallaties, een wijkspoor en een arbeiderskamp gebouwd.

## 21e eeuw
Cliffs Natural Resources kocht de activiteiten over van Portman Ltd in 2008. Het ijzererts wordt over de Eastern Goldfields Railway en de Esperance Branch Railway naar de haven van Esperance van waaruit het per schip naar elders wordt geëxporteerd. Koolyanobbing is het privaat kamp voor 750 arbeiders op 2 kilometer van de mijn.
In 2018 stopte Cliffs met haar mijnactiviteiten rond Koolyanobbing. Het bedrijf Mineral Resources nam de activiteiten over.
WA Salt Group delft zout in Lake Deborah nabij Koolyanobbing.
In 2021 telde Koolyanobbing 93 inwoners, tegenover 258 in 2006.

## Transport
Koolyanobbing is een stopplaats op de Eastern Goldfields Railway voor Transwa's Prospector-treindienst.
Om mijnarbeiders in en uit te vliegen heeft Koolyanobbing een luchthaven, Koolyanobbing Range Airport (ICAO: YKBG).

## Klimaat
Koolyanobbing kent een warm steppeklimaat.